# 超SD戦国伝 刕覇大将軍
超SD戦国伝 刕覇大将軍（ちょうエスディーせんごくでん　とうはだいしょうぐん）は、武者ガンダムシリーズの第9作である。漫画版のタイトルは『超武者ガンダム 刕覇大将軍』。

## 概要
プラモデルBB戦士の組立説明書に掲載されている漫画『コミックワールド』と、『コミックボンボン』での漫画連載（漫画：神田正宏）で展開された。シリーズ名は前作『武神輝羅鋼』より引き続き『超SD戦国伝』であるが、舞台は前作の約百年後となっており、直接的な関連性は薄い。同年のコミックボンボン夏の増刊号では、やまと虹一による外伝『青斬抜刀隊血風録』が掲載された。
登場人物は主にプラモデル『マスターグレード』で発売されたもの及び『機動新世紀ガンダムX』などのキャラクターや兵器がモデルになっている。プラモデル化されなかったキャラクターの一部は過去に発売されたBB戦士を複数組み合わせることで再現可能である。
主要な登場人物は自身の大きさに匹敵する巨大な武器を持っているのが特徴で、多彩なギミックが仕込まれている。

## 登場人物
括弧内はモチーフとなった兵器・キャラクター。ただし、モチーフについて公式には発表されていないので諸説ある。

### 天宮
武者紅零斗丸＜グレードマル＞（マスターグレード版ガンダム）
将頑駄無 戦刃丸と超将軍 闘刃丸を兄に持つ武者。鉄機武者軍団に殺された兄らに代わり鉄機武者討伐に向かう。真星勢多との一騎討ちに敗れ、自らの未熟さを痛感したため、豪剣の元で修行を行う。後に、この争いの裏に魔界の勢力が関わっていることを知り、鉄機武者軍団と和解するための活動をし、魔界との戦いに挑む。真星勢多と合体し刕覇大将軍となった。必殺技は天動奥義・巨刃大津波（ビッグブレードウェーブ）。後に『SD頑駄無 武者○伝』にも登場。
武器
烈龍刀/烈双輝/烈魂の盾
BB戦士 No.170。紅零斗丸は組替えで戦刃丸・闘刃丸を再現可能。
刕覇大将軍＜トウハだいしょうぐん＞
紅零斗丸と真星勢多が合体した姿。紅零斗丸の意識が強いときは紅零斗大将軍、真星勢多の意識が強いときは真星勢多大将軍となる。武器は刕覇壱號剣・弐號剣の二本が合体した刕覇封心剣、刕覇壱號剣・弐号剣・参號剣の三本が合体した大刕覇剣。
武器
刕覇壱號剣/刕覇弍號剣/刕覇参號剣/鉄甲追尾弾＜ホーミングミサイル＞/大目牙光爆砲＜オメガプロトンキャノン＞/回転機関大目牙＜ガトリングオメガ＞
BB戦士 No.180
将頑駄無 戦刃丸/天界武将 戦刃丸＜テンカイブショウ センジンマル＞(Gファルコンダブルエックス）)
天宮を治める将頑駄無で、紅零斗丸・闘刃丸の兄。鉄機武者軍団の一人である真星勢多の攻撃により命を落とすが、後に天界武者に転生する。しかし、天界の掟を破り地上に降り立ち、騎馬将軍として素性が知れぬように紅零斗丸を助けた。コミックワールド版では、登場と同時に姿を明かし、特攻を仕掛けようとする紅零斗丸を止めるとそのまま下界の戦に介入した。そして、額の鏡で鉄機武者たちを照らして彼らが洗脳されている事、背後に魔界の者が関わっている事を示唆した。転生後に乗っている神馬・天雷轟は天界と地上を行き来することができる。
武器
雷槍の矢/慶天の扇/龍剣扇
BB戦士 No.176（天界武将）。将頑駄無 戦刃丸は紅零斗丸の組替えで再現可能。
超将軍 闘刃丸/魂武者 闘刃丸＜スピリットムシャ トウジンマル＞（ウイングガンダムゼロ（エンドレスワルツ版））
天宮の超将軍で、紅零斗丸の兄、戦刃丸の弟。戦刃丸の死後、新世武者軍団を結成するが、兄同様、魔刃頑駄無に（コミックワールド版では鉄機将飛閃に）殺されてしまう。後に魂武者として復活し、紅零斗丸と真星勢多を真の刕覇大将軍へと導いた。武器は東雲の矛と黎明の矛が合体した宝輝閃霊の槍。必殺技は天動奥義・破邪天照閃。
武器
東雲の矛/黎明の矛/宝来の剣/玉梓の槍
BB戦士 No.179（魂武者）。キットは半透明の特殊な成型材で魂武者のイメージを表現。超将軍 闘刃丸は紅零斗丸の組替えで再現可能。
豪剣頑駄無＜ゴウケンガンダム＞（ガンダムダブルエックス）
紅零斗丸ら兄弟の剣術の師匠。過去の魔界との戦いを経験しており、飛閃とは戦友である。その戦いの末に身体の半分を機械化した半鉄機武者である。リアル頭身の豪鉄剣臣形態に変形する。武器は壱番から七番までの刀と豪鉄剣臣形態のみ使用可能な輝羅星刃＜キラセーバー＞である。
コミックワールドでは紅零斗丸に早々と素性を明かしたが、漫画版では中盤にて明かした。
元々は本作の主役としてデザインされていたが、主人公が武者紅零斗丸となったことから師匠キャラへと変更され、リアル形態が追加されている。
武器
壱番刀/弐番刀/参番刀/四番刀/伍番刀/六番刀/七番刀
BB戦士 No.172。
爆輪頑駄無＜バクリンガンダム＞
青斬抜刀隊隊長。
『青斬抜刀隊血風録』では主人公を担当。
BB戦士では、號斗丸・武神頑駄無・雷頑駄無・大牙頑駄無超将軍・武者激闘・武者全武装を組み合わせることで再現可能。
軽装姿の写真では、ポーズをつけるためか両腕が獣破頑駄無のものになっている。
鬼功頑駄無＜キコウガンダム＞
黄破猛襲隊隊長。
BB戦士では、荒鬼頑駄無・百士鬼改・烈光頑駄無・犀頑駄無・飛天頑駄無超将軍を組み合わせることで再現可能。
荒烈頑駄無＜コウレツガンダム＞
赤火砲撃隊隊長。
BB戦士では、荒烈駆主・武者激闘・新凰・武零斗・巨山の斎胡を組み合わせることで再現可能。

### 天界武者
烈龍頑駄無＜レツリュウガンダム＞（ガンダムGP-01）
手の付けようのない荒くれ者であったため、天帝により烈龍刀に封印させられていた天界武者。紅零斗丸と超機動闇将軍（コミックワールド版では真星勢多）との戦いの中、烈龍刀が折れたことにより封印が解け復活する。まがい物である超機動闇将軍に対抗して本物の超機動大将軍を呼び出すなど型破りな行動が目立つ。コミックボンボン版では、その後自分を自らの意思で烈龍刀に封印し、紅零斗丸と共に鉄機武者軍団を影で操る真の敵と戦う。コミックワールド版では、飛閃の態度が『天帝の真似事』をして気に入らないと天界武者として最初に介入。紅零斗丸に加勢し、烈龍刀に戻ることなく最後まで戦った。その実力は高く、超機動大将軍無しの状態で超機動闇将軍を真っ二つにした。必殺技は天界神技・竜巻怒龍斬。
武器
龍神の鉞/四閃爪の槍/天承神刀/討撃剣
BB戦士 No.174。天翔龍神形態に変型することができ、『超機動大将軍』の超機動大将軍と合体することができる。
烈風頑駄無＜レップウガンダム＞（ガンダムGP-02）
烈龍頑駄無を封印するためにあらわれた天界武者。天界の掟を忠実に守っており、烈龍や戦刃丸の戦闘参加を快く思っていなかったが、魔刃頑駄無の出現により、もはや地上での争い事ではないとして介入した。必殺技は天界神技・風覇激嵐弾。
武器
風手裏剣/風の太刀/重甲の大盾/轟嵐爆星＜トルネードバスター＞
BB戦士 No.177。

### 鉄機武者軍団
鉄機将 飛閃＜ヒセン＞（ガンダムエアマスター、ガンダムヴァサーゴ・チェストブレイク）
鉄機武者軍団の長。飛駆鳥大将軍をモデルに造られた。豪剣頑駄無とはかつて共に戦った戦友であり、魔刃頑駄無に鉄機心得を改変されて操られていた。鉄仮面武装形態と破空貫通撃形態に変形する。武器は名槍・斬馬と双斬の盾が合体した双斬馬剣。
武器
名槍・斬馬/双斬の盾/獣飛/獣射/獣爆/岩砕刀/震激槍
BB戦士 No.173。真星勢多の獣鉄の鎧を装備できる。
鉄機武者 真星勢多＜マスターゼータ＞（マスターグレード版Ζガンダム）
輝神大将軍獅龍凰をモデルに造られた鉄機武者。烈帝城襲撃の際に戦刃丸を殺害したとされ、紅零斗丸に敵討ちの相手として認識される(実際に戦刃丸を殺害したのは魔刃頑駄無で、真星勢多自身も「何も覚えていない」と直前まで鉄機心得を外されていた事を示唆する発言している)。獣鉄と烈龍刀がぶつかり合い刕覇剣の封印が解けた際、その衝撃で偽物の鉄機心得がショートして機能停止、紅零斗丸に本物の鉄機心得を装着され正しき心を取り戻した。同時に誤解も解け、紅零斗丸と和解し共に魔界と戦う。紅零斗丸と合体して刕覇大将軍となる。
武器
鉄斬刀/鉄扇刀/獣牙/獣翼/獣角
BB戦士 No.171。獣鉄突撃形態に変形する。獣鉄の鎧は鉄斬刀のスプリングギミックで発射可能。飛閃の鳥獣鉄の鎧を装備できる。
爆炎頑駄無＜バクエンガンダム＞（ガンダムレオパルド、フルアーマーΖΖガンダム）
爆火隊を率いる鉄機武者。主砲・爆炎粉砕砲は歴代大将軍の大目牙砲がモデル。巨大爆炎砲形態に変型する。
武器
業火の斧/爆炎刀/爆炎粉砕砲/双爆星銃＜ツインバスターガン＞
BB戦士 No.175。組替えで爆火隊隊員を再現可能。久々にBB弾発射ギミックを備えたキットであった。
光輪機頑駄無＜コウリンキガンダム＞
機陣隊隊長。
BB戦士では、阿修羅王・爆流・轟炎王・江須を組み合わせることで再現可能。
貴龍剛頑駄無＜キリュウゴウガンダム＞
鉄剣隊隊長。
『青斬抜刀隊血風録』では弟子の爆輪頑駄無と対決。敵味方に分かれながらも師弟ではあったが、最終的には弟子の手で倒された。必殺技は｢剛破闇奥義 八蛇突｣。
BB戦士では、武神頑駄無（素体）・鋼丸（鍬形）・爆流（兜）・輝龍（胸の龍）・雷（肩鎧）を組み合わせることで再現可能。
破空剛<ハクウゴウ>
火流剛<カリュウゴウ>
断烈剛<ダンレツゴウ>
宝雷剛<ホウライゴウ>
『青斬抜刀隊血風録』に登場した、貴龍剛頑駄無の部下である鉄機武者たち。
超機動闇将軍＜チョウキドウヤミショウグン＞
鉄機武者軍団が使用する巨大兵器（超機動大将軍の胴体に覇道武者魔殺駆の頭部）。紅零斗丸らの留守を狙い天宮を襲撃し頑駄無軍団を大混乱に陥れた。コミックワールド版では4機出現（赤2体、緑と黒が1機）したが、1機目は飛閃の態度に腹を立てた烈龍頑駄無に叩き壊され、残る3機も烈龍頑駄無の操縦する超機動大将軍に破壊された。

### 魔界武者
魔刃頑駄無＜マジンガンダム＞
魔界からやってきた武者で、鉄機心得を改竄して頑駄無軍団との相打ちを狙っていた鉄機武者軍団の黒幕。後に『ムシャ戦記 光の変幻編』や『SD頑駄無 武者○伝』にも登場。
当時、天宮を統治していた戦刃丸を殺害し、その場に居合わせた真星勢多（真星勢多自身は「覚えていない」と曖昧な供述をした事と、同時に鉄機武者軍団の反乱が起こり、それを咎めた紅零斗丸に反乱を肯定した事から濡れ衣を被る羽目となる。彼の言動らから、戦刃丸を殺害の段階では鉄機心得が外されていた事が示唆されており、紅零斗丸が駆け付ける直前に偽の鉄機心得を装着しその場に放置され、誤解を生むように仕組まれていたものと推測される）に罪を擦り付け、鉄機武者軍団の反乱を誘発した。
鉄機心得の改竄が露見し、正しい鉄機心得によるアップデートで鉄機武者達が正常な思考を取り戻し始めた時に魔刃冥王殿と共（ただし同時には描かれていない）に姿を現し、天宮と介入を決めた天界に宣戦布告をする。経緯は不明だが魔界にあった第三の刕覇剣を所有している。
武器
ファントムハーケン
BB戦士 No.178。本体とファントムハーケンに仕込まれたスプリングギミックで斬撃アクションが再現できる。『超機動大将軍』の天鎧王と合体して魔刃冥王殿となる。
魔刃冥王殿＜マジンメイオウデン＞
魔界からやってきた、もう一人の魔刃頑駄無（区別の為、魔刃冥王殿としているが両者とも「魔刃頑駄無」と名乗っている）。冥王殿と合体しており、その指揮を執る。第三の刕覇剣を所有している通常の魔刃頑駄無がキットと同じ配色なのに対し、魔刃冥王殿は瞳は無く眼と装飾の一部が紫色になっている。
正しい鉄機心得を装着され、鉄機武者達が正常に戻った所に姿を現し、天宮の皆殺しを宣言し頑駄無軍団と鉄機武者軍団の両方に宣戦布告、大量の冥王殿を召喚し応戦した。
当初、魔刃頑駄無と魔刃冥王殿が同時に描かれていなかった事から、前述の配色の違いも彩色ミス（同一人物）の様に見られていたが、最終話で刕覇大将軍に倒された際に2人同時に描かれ、それぞれ別人で同時に存在していた事が判明する。
冥王殿＜メイオウデン＞
魔刃頑駄無と魔刃冥王殿が魔界より呼び出した黒い天鎧王。魔刃冥王殿により多数呼び出され天宮を蹂躙するが、一致団結した頑駄無軍団と鉄機武者軍団や紅零斗大将軍の手により、すべて破壊された。

### 刕覇三大将軍
爆零鳳凰大将軍＜バクレイホウオウだいしょうぐん＞
新世新飛駆鳥大将軍＜シンセイネオビクトリーだいしょうぐん＞
天帝爆進大将軍＜テンテイバクシンだいしょうぐん＞
本編より以前の時代の天宮を治めていた三人の大将軍。若き日の豪剣頑駄無と飛閃は彼らに仕えていた。いずれも月刊コミックボンボンで募集された大将軍コンテストの優秀作から採用された為、過去のBB戦士のキットを使って再現することが可能。
爆零鳳凰大将軍は刕覇参號剣、新世新飛駆鳥大将軍は刕覇壱號剣こと烈龍刀、天帝爆進大将軍は刕覇弐號剣こと鉄斬刀を用いた。新世新飛駆鳥大将軍は天界武者でその名称から飛駆鳥大将軍の血縁者で、天帝爆進大将軍は鉄機武者の大将軍であることと名前からして爆進丸の出世した姿、爆零鳳凰大将軍はベースのキットから天零頑駄無の出世した姿と思われる。
新世新飛駆鳥大将軍が天界武者である事から、飛駆鳥大将軍の血族が天界に上がり、空位になった天宮（地上）の大将軍に後任として天零と爆進丸が即位したと推測されるが詳細は不明。

## 用語
鉄機武者
人の手によって造られた人造武者。爆流頑駄無により、伝説の機動武者である大鋼をモチーフとした爆進丸・鋼丸が製作されたことが鉄機武者の始まりとされている。
鉄機心得
鉄機武者の心を記述した巻物である。これを搭載することにより鉄機武者は本物の武者のように心を持つことができる。しかし、鉄機心得を奪われた鉄機武者は心を無くした殺戮マシーンと化する恐れがある。

## コミックワールドと漫画版との相違点
- 烈龍は漫画版では登場直後に烈龍刀に戻るが、コミックワールドでは戻らずに紅零斗丸に加勢する。
- 漫画版では、豪剣と飛閃は烈風から渡された盾を使い、魔界の穴を封じるための結界を張るも、その衝撃で時空のどこかに飛ばされる。
- 漫画版では烈龍刀を持っているのは新世新飛駆鳥大将軍だが、コミックワールドでは、爆零鳳凰大将軍が烈龍刀を持っている。ちなみに、コミックワールドでは天帝爆進大将軍が持っているのは鉄斬刀である。もう一本(刕覇参號剣)の姿はどちらも不明。
- 豪剣は自分が半鉄機武者である事を明かすタイミングが違う。コミックワールドでは、すぐに正体を明かす。漫画版では第3話で正体を隠したまま豪鉄剣臣形態の姿で紅零斗丸を助け、第7話では紅零斗丸の目の前で変身して正体を明かしている。

## 外伝作品
『コミックボンボン 夏休み増刊号 1997年9月号増刊』に外伝作品「青斬抜刀隊血風録」が掲載。また、1997年の店頭販促冊子『SD武者ガンダムBB戦士 独占プラモ情報武者その2』において大時空SD戦国伝が掲載。いずれも後に『新装版　ＳＤ武者ガンダム風雲録　伝説の大将軍編』(ISBN 978-4-06-376772-8)に収録。

## コミックス
- ボンボンKC版
  - 『超武者ガンダム 刕覇大将軍』第1巻 1997年7月 ISBN 978-4-06-321812-1
  - 『超武者ガンダム 刕覇大将軍』 第2巻 1998年1月 ISBN 978-4-06-321829-9
- KCデラックス版
  - 『新装版　超武者ガンダム　刕覇大将軍』 2017年1月 ISBN 978-4-06-393121-1